# ICC World Twenty20 2009
Navigation
Édition précédente Édition suivante
L'ICC World Twenty20 de 2009 est la deuxième édition du championnat du monde de cricket au format Twenty20. Elle se déroule en Angleterre du 5 au 21 juin 2009. Contrairement à l'édition précédente, une compétition féminine se déroule en parallèle de la compétition masculine, les demi-finales et finales des deux tableaux se déroulant respectivement le même jour et dans le même stade.
Le tableau masculin voit la victoire du Pakistan, finaliste en 2007, face au Sri Lanka, tandis que les Anglaises, déjà championnes du monde, remportent le tournoi féminin contre la Nouvelle-Zélande.

## Organisation

### Stades

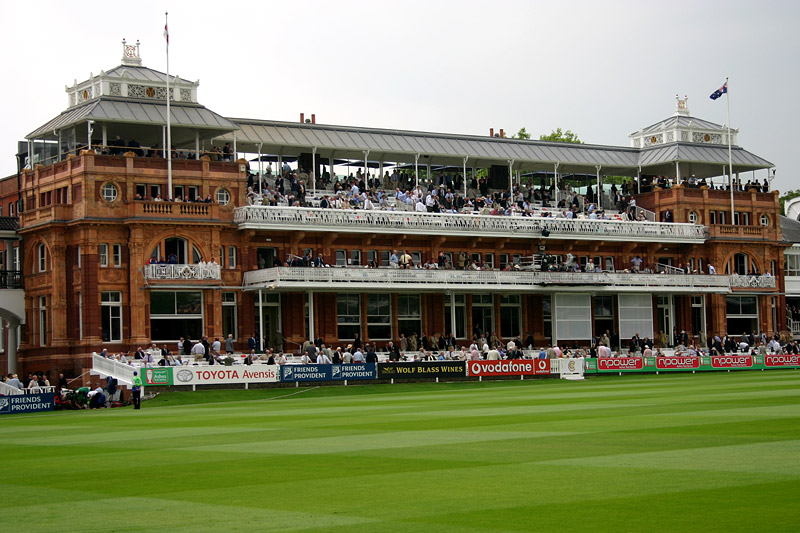
Lord's accueille les finales masculine et féminine le 21 juin 2009.

Lord's (Londres), The Oval (Londres) et Trent Bridge (Nottingham) sont les trois stades utilisés pour la compétition masculine. Tous les matchs de poule de la compétition féminine ont lieu au County Ground de Taunton. Trent Bridge et The Oval accueillent chacun une demi-finale de chaque tableau, les rencontres des équipes féminines se déroulant en lever de rideau des rencontres masculines. Lord's accueille les deux finales de la compétition.

## Équipes engagées

### Compétition masculine
| Poule A | Poule B                                        | Poule C                                                   | Poule D                                                  |
| --- | ---------------------------------------------- | --------------------------------------------------------- | -------------------------------------------------------- |
| - Inde (1) - Bangladesh (8) - Irlande (Q) | - Pakistan (2) - Angleterre (7) - Pays-Bas (Q) | - Australie (3) - Sri Lanka (6) - Indes occidentales (11) | - Nouvelle-Zélande (4) - Afrique du Sud (5) - Écosse (Q) |
| - 1 : classement déterminé en fonction des résultats lors de l'édition précédente - Q : équipe s'étant qualifiée pour cette compétition par le biais du tournoi de qualification |                                                |                                                           |                                                          |

### Compétition féminine
Huit équipes féminines sont engagées dans la compétition. Ce sont les huit équipes qui se sont qualifiées pour la Coupe du monde de cricket féminin de 2009, organisée en mars en Australie. Les poules sont les mêmes que lors de cette compétition.
| Poule A                                                              | Poule B                                    |
| -------------------------------------------------------------------- | ------------------------------------------ |
| - Afrique du Sud - Australie - Indes occidentales - Nouvelle-Zélande | - Angleterre - Inde - Pakistan - Sri Lanka |

## Format

### Compétition masculine
Les douze équipes participantes sont réparties entre quatre groupes de trois équipes et chaque sélection rencontre une fois ses deux adversaires. À l'issue de cette première phase, les deux premières équipes d'un groupe sont qualifiées pour une deuxième étape, le Super 8 . Les Super 8 voit les huit équipes restantes séparées en deux groupes de quatre équipes. Les deux meilleures équipes de chaque groupe (E et F) se qualifient pour des demi-finales.
Pour les équipes qui ont participé à l'édition 2007 de l'ICC World Twenty20, c'est leur résultat au cours de cette compétition qui a déterminé leur répartition dans les quatre poules : l'Inde (première), le Pakistan (finaliste), l'Australie et la Nouvelle-Zélande (demi-finalistes) sont dans quatre groupes séparés, tandis que l'Afrique du Sud et le Sri Lanka (cinquième et sixième) sont dans les groupes des anciens demi-finalistes, et ainsi de suite. Les trois équipes associées ont été réparties ensuite de la même manière en fonction de leur résultat dans le tournoi qualificatif.
La répartition des équipes pour le Super 8 ne dépend pas du classement obtenu dans la phase de poule mais de leur ordre d'affectation dans celle-ci. Ainsi, dans la poule A, l'équipe affectée en première est par défaut l'équipe A1, tandis que l'équipe affectée en deuxième est l'équipe A2. Si elles se qualifient toutes deux, elles iront respectivement dans les groupes E et F du Super 8. Si l'équipe affectée en troisième se qualifie à la place d'une des deux autres, elle prend la place de celle-ci.

## Déroulement du tournoi masculin

### Phase de poule
| Légende | Vic : victoires, Déf : défaites, PR : pas de résultat, Tie : tied matches, Pts : points, NRR : net run rate, A1 : affectation (prédeterminée) |

#### Groupe A
| Classement | Classement | Classement | Classement | Classement | Classement | Classement | Classement |
| Équipe     | Équipe     | Vic        | Déf        | PR         | Tie        | Pts        | NRR        |
| ---------- | ---------- | ---------- | ---------- | ---------- | ---------- | ---------- | ---------- |
| A1         | Inde       | 2          | 0          | 0          | 0          | 0          | +1,227     |
| A2         | Irlande    | 1          | 1          | 0          | 0          | 0          | -0,162     |
| (A2)       | Bangladesh | 0          | 2          | 0          | 0          | 0          | -0,996     |

| Rencontres | Rencontres   | Rencontres                                             |
| Date       | Stade        | Résultat                                               |
| ---------- | ------------ | ------------------------------------------------------ |
| 6 juin     | Trent Bridge | Inde (180/5) bat Bangladesh (155/8) par 25 runs.       |
| 8 juin     | Trent Bridge | Irlande (138/4) bat Bangladesh (137/8) par 6 guichets. |
| 10 juin    | Trent Bridge | Inde (113/2) bat Irlande (112/8) par 8 guichets.       |

#### Groupe B
| Classement | Classement | Classement | Classement | Classement | Classement | Classement | Classement |
| Équipe     | Équipe     | Vic        | Déf        | PR         | Tie        | Pts        | NRR        |
| ---------- | ---------- | ---------- | ---------- | ---------- | ---------- | ---------- | ---------- |
| B2         | Angleterre | 1          | 1          | 0          | 0          | 2          | +1,175     |
| B1         | Pakistan   | 1          | 1          | 0          | 0          | 2          | +0,850     |
|            | Pays-Bas   | 1          | 1          | 0          | 0          | 2          | -2,025     |

| Rencontres | Rencontres | Rencontres                                                  |
| Date       | Stade      | Résultat                                                    |
| ---------- | ---------- | ----------------------------------------------------------- |
| 5 juin     | Lord's     | Pays-Bas (163/6) battent Angleterre (162/5) par 4 guichets. |
| 7 juin     | The Oval   | Angleterre (185/5) bat Pakistan (137/7) par 48 runs.        |
| 9 juin     | Lord's     | Pakistan (175/5) bat Pays-Bas (93) par 82 runs.             |

#### Groupe C
| Classement | Classement         | Classement | Classement | Classement | Classement | Classement | Classement |
| Équipe     | Équipe             | Vic        | Déf        | PR         | Tie        | Pts        | NRR        |
| ---------- | ------------------ | ---------- | ---------- | ---------- | ---------- | ---------- | ---------- |
| C2         | Sri Lanka          | 2          | 0          | 0          | 0          | 0          | +0,626     |
| C1         | Indes occidentales | 1          | 1          | 0          | 0          | 0          | +0,715     |
| (C1)       | Australie          | 0          | 2          | 0          | 0          | 0          | -1,331     |

| Rencontres | Rencontres   | Rencontres                                                           |
| Date       | Stade        | Résultat                                                             |
| ---------- | ------------ | -------------------------------------------------------------------- |
| 6 juin     | The Oval     | Indes occidentales (172/3) battent Australie (169/7) par 7 guichets. |
| 8 juin     | Trent Bridge | Sri Lanka (160/4) bat Australie (159/9) par 6 guichets.              |
| 10 juin    | Trent Bridge | Sri Lanka (192/5) bat Indes occidentales (177/5) par 15 runs.        |

#### Groupe D
| Classement | Classement       | Classement | Classement | Classement | Classement | Classement | Classement |
| Équipe     | Équipe           | Vic        | Def        | PR         | Tie        | Pts        | NRR        |
| ---------- | ---------------- | ---------- | ---------- | ---------- | ---------- | ---------- | ---------- |
| D2         | Afrique du Sud   | 2          | 0          | 0          | 0          | 4          | +3,275     |
| D1         | Nouvelle-Zélande | 1          | 1          | 0          | 0          | 2          | +0,309     |
|            | Écosse           | 0          | 2          | 0          | 0          | 0          | -5,281     |

| Rencontres | Rencontres | Rencontres                                                      |
| Date       | Stade      | Résultat                                                        |
| ---------- | ---------- | --------------------------------------------------------------- |
| 6 juin     | The Oval   | Nouvelle-Zélande (90/3) bat Écosse (89/4) par 7 guichets.       |
| 7 juin     | The Oval   | Afrique du Sud (215/5) bat Écosse (81) par 130 runs.            |
| 9 juin     | Lord's     | Afrique du Sud (128/7) bat Nouvelle-Zélande (127/5) par un run. |

### Super 8
| Légende | Vic : victoires, Déf : défaites, PR : pas de résultat, Tie : tied matches, Pts : points, NRR : net run rate |

#### Groupe E
| Classement | Classement         | Classement | Classement | Classement | Classement | Classement | Classement |
| Équipe     | Équipe             | Vic        | Déf        | PR         | Tie        | Pts        | NRR        |
| ---------- | ------------------ | ---------- | ---------- | ---------- | ---------- | ---------- | ---------- |
| E1         | Afrique du Sud     | 3          | 0          | 0          | 0          | 6          | +0,787     |
| E2         | Indes occidentales | 2          | 1          | 0          | 0          | 4          | +0,063     |
|            | Angleterre         | 1          | 2          | 0          | 0          | 2          | -0,414     |
|            | Inde               | 0          | 3          | 0          | 0          | 0          | -0,466     |

| Rencontres | Rencontres   | Rencontres                                                                 |
| Date       | Stade        | Résultat                                                                   |
| ---------- | ------------ | -------------------------------------------------------------------------- |
| 11 juin    | Trent Bridge | Afrique du Sud (114/3) bat Angleterre (111) par 7 guichets.                |
| 12 juin    | Lord's       | Indes occidentales (156/3) battent Inde (153/7) par 7 guichets.            |
| 13 juin    | The Oval     | Afrique du Sud (183/7) bat Indes occidentales (163/9) par 20 courses.      |
| 14 juin    | Lord's       | Angleterre (153/7) bat Inde (150/5) par 3 courses.                         |
| 15 juin    | The Oval     | Indes occidentales (82/5) battent Angleterre (161/6) par 5 guichets (D/L). |
| 16 juin    | Trent Bridge | Afrique du Sud (130/5) bat Inde (118/8) par 12 courses.                    |

#### Groupe F
| Classement | Classement       | Classement | Classement | Classement | Classement | Classement | Classement |
| Équipe     | Équipe           | Vic        | Déf        | PR         | Tie        | Pts        | NRR        |
| ---------- | ---------------- | ---------- | ---------- | ---------- | ---------- | ---------- | ---------- |
| F1         | Sri Lanka        | 3          | 0          | 0          | 0          | 6          | +1,267     |
| F2         | Pakistan         | 2          | 1          | 0          | 0          | 4          | +1,185     |
|            | Nouvelle-Zélande | 1          | 2          | 0          | 0          | 2          | -0,232     |
|            | Irlande          | 0          | 3          | 0          | 0          | 0          | -2,183     |

| Rencontres | Rencontres            | Rencontres                                                   |
| Date       | Stade                 | Résultat                                                     |
| ---------- | --------------------- | ------------------------------------------------------------ |
| 11 juin    | Trent Bridge          | Nouvelle-Zélande (198/5) bat Irlande (115) par 83 courses.   |
| 12 juin    | Lord's Cricket Ground | Sri Lanka (150/7) bat Pakistan (131/9) par 19 courses.       |
| 13 juin    | The Oval              | Pakistan (100/4) bat Nouvelle-Zélande (99) par 6 guichets.   |
| 14 juin    | Lord's                | Sri Lanka (144/9) bat Irlande (135/7) par 9 courses.         |
| 15 juin    | The Oval              | Pakistan (159/5) bat Irlande (120/9) par 39 courses.         |
| 16 juin    | Trent Bridge          | Sri Lanka (158/5) bat Nouvelle-Zélande (110) par 48 courses. |

### Phase finale
|              | Date    | Stade        | Résultat                                                       |
| ------------ | ------- | ------------ | -------------------------------------------------------------- |
| Demi-finales | 18 juin | Trent Bridge | Pakistan (149/4) bat Afrique du Sud (142) par 7 courses.       |
| Demi-finales | 19 juin | The Oval     | Sri Lanka (158/5) bat Indes occidentales (101) par 57 courses. |
| Finale       | 21 juin | Lord's       | Pakistan (139/2) bat Sri Lanka (138/6) par 8 guichets.         |

## Déroulement de la compétition féminine

### Phase de poules

#### Groupe A
| Classement | Classement | Classement | Classement | Classement | Classement | Classement |
| Équipe     | V          | D          | PR         | T          | Pts        | NRR        |
| ---------- | ---------- | ---------- | ---------- | ---------- | ---------- | ---------- |
|            |            |            |            |            |            |            |
|            |            |            |            |            |            |            |
|            |            |            |            |            |            |            |
|            |            |            |            |            |            |            |

| Rencontres | Rencontres                                                           | Rencontres |
| Date       | Résultat                                                             |            |
| ---------- | -------------------------------------------------------------------- | ---------- |
| 11 juin    | Indes occidentales (123/7) battent Afrique du Sud (120) par 3 runs.  |            |
| 12 juin    | Nouvelle-Zélande (127/1) bat Australie (123/8) par 9 guichets.       |            |
| 13 juin    | Nouvelle-Zélande (158/6) bat Indes occidentales (106/7) par 52 runs. |            |
| 14 juin    | Australie (136/2) bat Indes occidentales (135/8) par 8 guichets.     |            |
| 15 juin    | Nouvelle-Zélande - Afrique du Sud                                    |            |
| 16 juin    | Australie - Afrique du Sud                                           |            |

#### Groupe B
| Classement | Classement | Classement | Classement | Classement | Classement | Classement |
| Équipe     | V          | D          | PR         | T          | Pts        | NRR        |
| ---------- | ---------- | ---------- | ---------- | ---------- | ---------- | ---------- |
|            |            |            |            |            |            |            |
|            |            |            |            |            |            |            |
|            |            |            |            |            |            |            |
|            |            |            |            |            |            |            |

| Rencontres | Rencontres                                             | Rencontres |
| Date       | Résultat                                               |            |
| ---------- | ------------------------------------------------------ | ---------- |
| 11 juin    | Angleterre (113/0) bat Inde (112/8) par 10 guichets.   |            |
| 12 juin    | Sri Lanka (105/6) bat Pakistan (104/7) par 4 guichets. |            |
| 13 juin    | Inde (78/5) bat Pakistan (75) par 5 guichets.          |            |
| 14 juin    | Angleterre (140/7) bat Sri Lanka (69/8) par 71 runs.   |            |
| 15 juin    | Inde - Sri Lanka                                       |            |
| 16 juin    | Angleterre - Pakistan                                  |            |

### Phase finale
|              | Date    | Stade        | Résultat                                                    |
| ------------ | ------- | ------------ | ----------------------------------------------------------- |
| Demi-finales | 18 juin | Trent Bridge | Nouvelle-Zélande (145/5) bat Inde (93/9) par 52 courses.    |
| Demi-finales | 19 juin | The Oval     | Angleterre (165/2) bat Australie (163) par 8 guichets.      |
| Finale       | 21 juin | Lord's       | Angleterre (86/4) bat Nouvelle-Zélande (85) par 6 guichets. |

## Couverture Médias
La couverture médias pour la compétition dans les pays sera :
- Australie : Fox Sports (Direct)
- Australie : Nine Network
- Canada : Asian Television Network (Direct)
- Europe : Eurosport2 (Direct)
- Inde : ESPN (Direct) -en anglais
- Inde : STAR Cricket (Direct) -en hindi
- Moyen-Orient : Arab Digital Distribution (Direct)
- Nouvelle-Zélande : SKY Network Television (Direct)
- Iles du Pacifique : Fiji TV
- Pakistan : Société Télé Pakistan (Direct)
- Afrique du Sud : Supersport (Direct)
- Sri Lanka : Rupavahini (Direct)
- Royaume-Uni : Sky Sports (Direct)
- États-Unis : DirecTV (Direct)